# Arriate (kommunhuvudort)
Arriate är en kommunhuvudort i Spanien.   Den ligger i provinsen Provincia de Málaga och regionen Andalusien, i den södra delen av landet, 400 km söder om huvudstaden Madrid. Arriate ligger 594 meter över havet och antalet invånare är 3 821.
Terrängen runt Arriate är huvudsakligen kuperad. Arriate ligger nere i en dal. Runt Arriate är det ganska tätbefolkat, med 72 invånare per kvadratkilometer. Närmaste större samhälle är Ronda, 6,8 km söder om Arriate. Trakten runt Arriate består till största delen av jordbruksmark.